# Тисињец
Тисињец (слч. Tisinec) насељено је мјесто са административним статусом сеоске општине (слч. obec) у округу Стропков, у Прешовском крају, Словачка Република.

## Становништво
| Година:    | 1994. | 2004.    | 2014.    | 2024.    |
| ---------- | ----- | -------- | -------- | -------- |
| Број људи: | 338   | 428      | 382      | 484      |
| Разлика:   |       | +26,62 % | -10,74 % | +26,70 % |

| Година:    | 2023. | 2024.   |
| ---------- | ----- | ------- |
| Број људи: | 481   | 484     |
| Разлика:   |       | +0,62 % |

Према подацима о броју становника из 2024. године насеље је имало 484 становника.